# Chemie der Kohlenstoffnanoröhren
Die Chemie der Kohlenstoffnanoröhren (englisch carbon nanotube chemistry) handelt von chemischen Reaktionen, die angewandt werden, um die Eigenschaften von Kohlenstoffnanoröhren (Carbon nanotubes, CNTs) zu verändern. Dabei können die CNTs derart funktionalisiert werden, dass sie die gewünschten Eigenschaften für verschiedene Anwendungen haben.

Animation mehrwandiger Nanoröhren

Zwei bedeutende Methoden sind die Funktionalisierung der kovalenten und der nicht-kovalenten Bindungen.
Wegen ihrer hydrophoben Eigenschaften tendieren CNTs zur Agglomeration, was die Dispersion in Lösungsmitteln oder in viskosen Polymerschmelzen verhindert. Die resultierenden Nanoröhrenbündel oder -knäuel verschlechtern die Verwendbarkeit des endgültigen Werkstoffes. Die Oberfläche der CNTs kann nun so variiert werden, dass sie weniger hydrophob sind und dass durch Anknüpfen funktioneller Gruppen die Oberflächenhaftung an ein Polymer verbessert wird.

## Toxizität der funktionalisierten CNTs
In vitro Studien zeigen, dass funktionalisierte Kohlenstoffnanoröhren ein zytotoxisches Potenzial für menschliche Epithelzellen und die Makrophagen der Maus aufweisen.

## Kovalente Modifizierung
Bei der kovalenten Modifizierung werden die Nanoröhren mit funktionellen Gruppen versehen. Diese können entweder an die Seitenwand oder an das Ende einer Nanoröhre angeknüpft werden.
Die höchste chemische Reaktivität besitzen bei verschlossenen Nanoröhren die Semifulleren-artigen Kappen. Die Semifullerenstruktur enthält Fünfringe und ist daher reaktiver als die glatte, hexagonale Seitenwand.
Durch die kovalente Funktionalisierung der Nanoröhren werden durch die Bildung neuer σ-Bindungen die Zahl der sp2-hybridisierten C-Atome verringert. Die Unterbrechung des delokalisierten π-Elektronen-Systems vermindert typischerweise die Leitfähigkeit der Kohlenstoffnanoröhre.

### Oxidation
Die Reinigung und Oxidation der CNTs wurde oft in der Literatur erwähnt.
Diese Prozesse waren wichtig für eine Darstellung von Kohlenstoffnanoröhren mit geringer Ausbeute, wo Kohlenstoffpartikel und amorpher Kohlenstoff einen signifikanten Anteil am Material ausmachen und immer noch wichtig sind bei der Anknüpfung funktioneller Gruppen an die Oberfläche. Während der Oxidation wird das Kohlenstoff-Kohlenstoff-Bindungs-Netzwerk der Graphitschichten aufgebrochen, indem es die Einführung von Sauerstoffeinheiten erlaubt, und so Carboxyl-, Phenol- und Lactongruppen bildet, die ausreichend erforscht worden sind für weitere chemische Funktionalisierungen.
Erste Untersuchungen an Oxidationen von Nanoröhren verwendeten eine Gasphasen-Reaktion mit Salpetersäuredampf, wodurch die Nanoröhren unselektiv mit Carboxyl-, Carbonyl- und Hydroxygruppen funktionalisiert wurden. In Flüssigphasenreaktionen wurden Nanoröhren mit den oxidierenden Lösungen Salpetersäure oder Königswasser mit dem gleichen Effekt behandelt. Jedoch kann bei "Überoxidation" das Nanorohr auseinanderbrechen in Fragmente, bekannt als Kohlenfragmente. Xing et al. untersuchten ultraschallunterstützte Oxidation von CNTs mit Schwefel- und Salpetersäure und produzierten Carbonyl- und Carboxygruppen. Wird die Oxidation mit Säure durch Behandlung mit Wasserstoffperoxid abgestoppt, verhindert man die Zerstörung des CNTs. Einwandige Nanoröhren können mit Oleum (100% H2SO4 with 3% SO3) und Salpetersäure verkürzt werden.
Bei einem Reaktionstyp wird es mit Anilin zum Diazoniumsalz oxidiert und mit Stickstoff durchspült, so dass eine kovalente Bindung entsteht, bei der ein Arylradikal gebildet wird. Das Oxidationsreagenz ist Isoamylnitrit in einer wässrigen Suspension.

### Veresterung/Amidbildung
Carbonsäuren sind der Vorläufer für Veresterungen und Amidbildungen. Die Carboxygruppe wird zunächst mit Thionylchlorid oder mit Oxalylchlorid zum Säurechlorid umgewandelt, das dann zum Amid, Amin oder zum Alkohol umgesetzt wird. CNTs können mit Hilfe von Aminierungsreaktionen mit Silbernanopatikeln beschichtet werden. Es wurden amidfunktionalisierte CNTs als Chelate für Silbernanopartikel dargestellt. Mit Acylchlorid modifizierte CNTs reagieren mit verzweigten Molekülen wie Polyamidoamin, das als Templat für Silberionen einsetzbar ist und später mit Formamid reduziert wird. Amino-modifizierte CNTs können durch die Reaktion eines acylchloridmodifizierten CNTs mit Ethylendiamin dargestellt werden.

### Cycloaddition
Es sind Cycloadditionen wie Diels-Alder-Reaktionen oder 1,3-dipolare Cycloadditionen mit Azomethin-yliden bekannt, ebenso wie Azid-Alkin-Cycloadditionen. Ein Beispiel ist eine Diels-Alder-Reaktion mit Chromhexacarbonyl unter hohem Druck. Das ID/IG Isomerenverhältnis bei der Reaktion mit Danishefsky’s Dien ist 2.6.
Die bekannteste 1,3-Cycloaddition ist die Reaktion eines CNTs mit einem Azomethinylid.
Die Addition von Pyrrolidin kann zu einer Reihe funktioneller Gruppen führen, wie Polyamidoamin-Dendrimeren, Phthalocyaninen, Perfluoroalkylsilanen, und Aminoethyleneglycol-Gruppen. Die Diels-Alder-Cycloaddition läuft vor allem bei fluorierten CNTs ab. Edukte für Diels-Alder-Reaktionen sind bekanntlich Diene wie 2,3-Dimethyl-1,3-Butadiene, Anthracene, and 2-Trimethylsiloxyl-1,3-Butadiene.

### Radikalische Addition

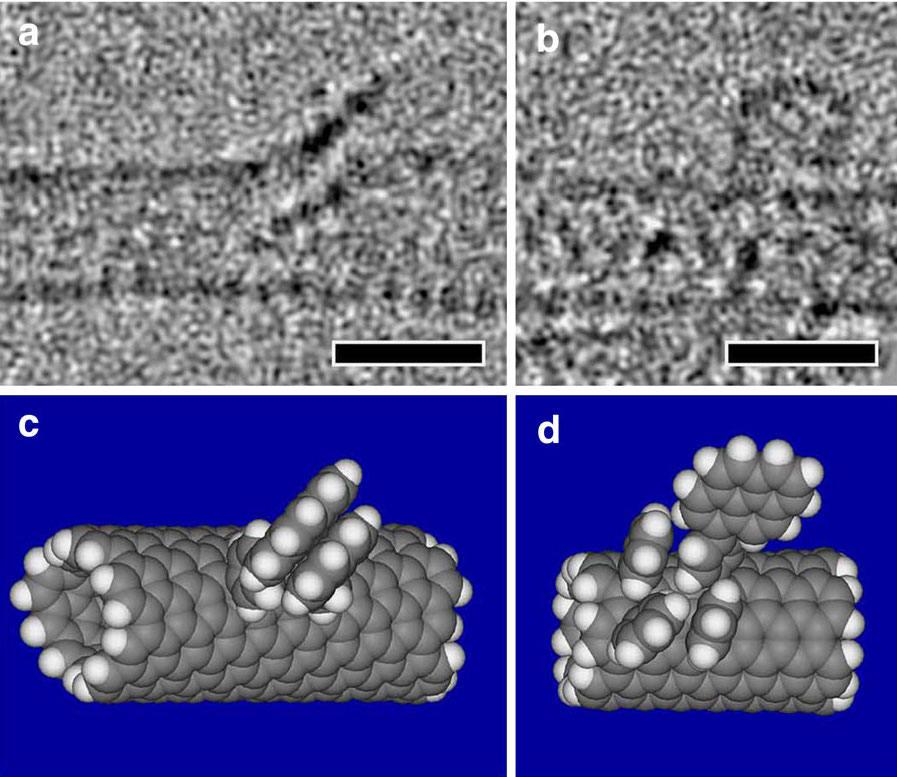
Elektronenmikroskopische Aufnahme von CNTs mit (a)dem 4-(1-Pyrenyl)phenylradikal und (b)seinem Borsäureester, unten: die entsprechenden Modelle.

Die Modifikation von CNTs mit Aryldiazoniumsalzen wurde zuerst von Tour et al. untersucht. Wegen der extremen Reaktionsbedingungen für die in-situ-Erzeugung des Diazoniumions wurde nach anderen Methoden gesucht. Stephenson et al. berichten über eine Reaktion von Anilinderivaten mit Natriumnitrid in 96%iger Schwefelsäure und Ammoniumpersulfat. Price et al. führten die Reaktion unter milderen Reaktionsbedingungen durch, indem sie CNTs in Wasser rührten und mit Anilin und mildem Oxidationsmittel behandelten. Die Diazoniumchemie wurde verwendet, um weitere Modifizierungen an CNTs vorzunehmen, wie z. B. mit der Suzuki-Reaktion und der Heck-Reaktion. Kupplungsreaktionen wurden durchgeführt mit iodophenyl-funktionalisierten CNTs.  Wong et al. zeigten Silylierungsreaktionen mit Trimethoxysilan und mit Heptaphenyldisilan unter milden photochemischen Reaktionsbedingungen.

### Nucleophile Addition
Hirsch et al. führten nucleophile Additionen mit Organolithiumreagenzien und mit Organomagnesiumverbindungen an CNTs durch.
Nach darauffolgender Luftoxidation konnten sie alkylmodifizierte CNTs erzeugen. Hirsch war in der Lage eine nucleophile Addition mit Aminen zu zeigen, indem er Lithiumamide erzeugte, die zu amino-modifizierten CNTs führten.

### Elektrophile Addition
Nanoröhren können auch mit Alkylhalogeniden alkyliert werden, indem man Lithium oder Natrium und flüssigen Ammoniak verwendet, wie bei einer Birch-Reduktion. Nanoröhren-Salze können als Polymerisationsinitiator wirken und können mit Peroxiden unter Bildung von alkoxyfunktionalisierten Nanoröhren reagieren.
Alkyl- und Hydroxy-Modifizierung von CNTs wurden durch elektrophile Addition von Alkylhaliden unter Mikrowellenbestrahlung durchgeführt. Tessonier et al. modifizierten CNTs durch Deprotonierung mit Butyllithium und anschließender Amino-Substitution. Balaban et al. führten Friedel-Crafts-Alkylierungen mit Nitrobenzol bei 180 °C mit Aluminiumchlorid an CNTs durch.

## Nicht-kovalente Modifizierungen

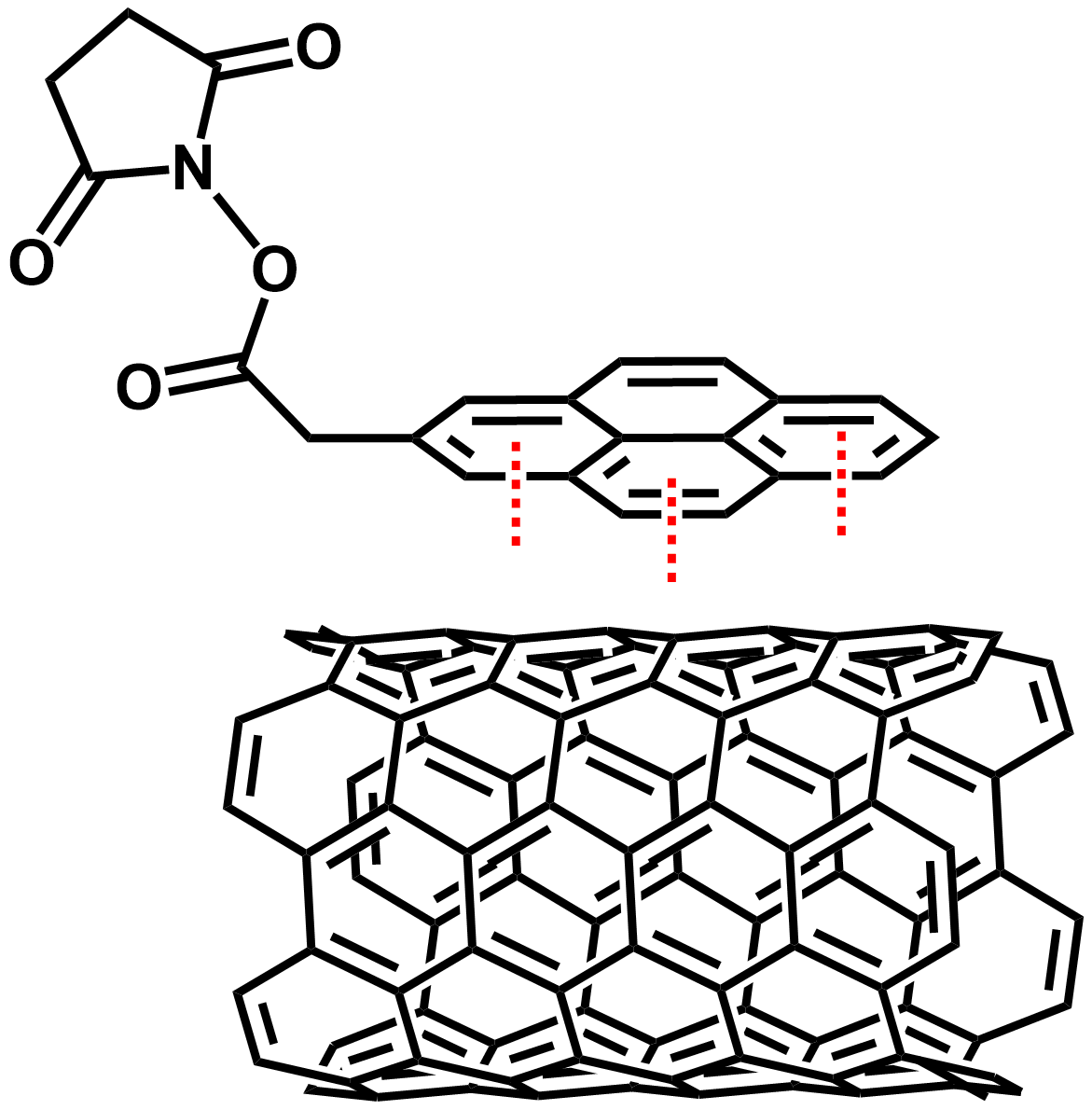
Non-kovalente Modifikation von Kohlenstoffnanoröhren.

Nicht-kovalente Modifikationen nutzen van der Waals-Kräfte und π-π-Wechselwirkungen durch Adsorption von polykondensierten Aromaten, Tensiden, Polymeren und Biomolekülen. Nicht-kovalente Modifikationen zerstören nicht die Konfiguration des CNTs zu Lasten der chemischen Stabilität und sind vorteilhaft für Phasentrennungen und Dissoziationen von Feststoffen zwischen zwei Phasen.

### Kondensierte aromatische Verbindungen
Kondensierte Aromaten, die hydrophile und hydrophobe Einheiten besitzen, werden verwendet, um CNTs in organischen oder wässrigen Lösungen zu lösen. Einige dieser Amphiphile sind Phenyl-, Naphthyl-, Phenanthryl-, Pyren- und Porphyrin-Systeme Je größer die π-π-Wechselwirkung der aromatischen Amphiphile, desto besser die Löslichkeit. Diese aromatischen Systeme können variiert werden mit Amino- und Carboxyl-Gruppen, um die CNTs zu funktionalisieren.

### Biomoleküle
Ausführlich untersucht sind die Wechselwirkungen zwischen CNTs und Biomolekülen wegen ihres Potentials für biologische Anwendungen. Modifizierungen von CNTs sind mit Proteinen, Kohlenhydraten und Nucleinsäuren mit der bottom-up-Technik dargestellt worden. Proteine haben eine hohe Affinität zu CNTs, da die Aminosäuren, aus denen sie bestehen, sowohl hydophil als auch hydrophob sein können. Polysaccharide sind erfolgreich verwendet worden, um CNTs zu modifizieren und dabei stabile Hybride zu bilden. Um CNTS wasserlöslich zu machen, wurden Phospholipide, wie lysoglycerophosopholipide verwendet.

### π-π-Wechselwirkung und elektrostatische Wechselwirkungen
Bifunktionelle Moleküle werden verwendet, um CNTs zu modifizieren. Ein Molekülende ist eine polyaromatische Komponente, die mit der Nanoröhre π-π-Wechselwirkungen eingeht. Das andere Ende desselben Moleküls hat eine funktionelle Gruppe wie Amino-, Carboxy- oder Thiol-Gruppen. Zum Beispiel Pyren-Derivate und Arylthiole wurden als Trägermaterial für verschiedene Metall-Nanoperlen wie Gold, Silber und Platin verwendet.

## Charakterisierung
Eine nützliche Analysenmethode für CNTs ist Ramanspektroskopie.
Es zeigt sich ein G-Band bei 1580 cm−1 und ein D-Band bei 1350 cm−1.
Das Verhältnis der beiden Peaks gibt das Maß an Funktionalisierung an.